# Bruneastrum cardinale
Bruneastrum cardinale – gatunek pluskwiaków z rodziny owoszczowatych i podrodziny Issinae, jedyny z monotypowego rodzaju Bruneastrum.
Gatunek i rodzaj opisane zostały w 2015 roku przez Władimira M. Gniezdiłowa, który jako miejsce typowe wskazał Bukit Sulang w pobliżu Lamunin. Materiał typowy uzyskano przez odymianie korony damarzyka Shorea johorensis.
Pluskwiak o ciele długości 4,1 mm. Wierzch ciała ma rudobrązowy z pomarańczowożółtymi: przedpleczem oraz przodem (metope) i wierzchem (coryphe) głowy, a jasnożółtymi: środkiem śródplecza, policzkami i trzema parami plam na przednich skrzydłach: dwoma owalnymi i jedną podłużną. Tylne skrzydła i odwłok są jasnobrązowożółte. Przód głowy (metope) jest gładki (obecne tylko śladowe żeberko środkowe) i łączy się z jej poprzecznym wierzchem (coryphe) pod kątem rozwartym w widoku bocznym. Przednie skrzydła mają półokrągło wypukły nasadowy kąt krawędzi kostalnej i pozbawione są płytki hipokostalnej. Tylne skrzydła sięgają do końca odwłoka. Narządy rozrodcze samca cechuje pozbawiony brzusznych haków edeagus oraz fallobaza wyposażona w parę brzuszno-bocznych płatów i parę długich, zakrzywionych wyrostków wierzchołkowo-bocznych.
Orientalny gatunek, znany wyłącznie z Brunei na Borneo.